# Мілан Шрейбер
Мілан Шрейбер (чеськ. Milan Šrejber) — чеський тенісист, олімпійський медаліст.
Бронзову олімпійську медаль Шрейбер виборов на Сеульській олімпіаді 1988 року в парному турнірі, граючи з Мілославом Мечиржом як представник Чехословаччини. Чехословацька пара поступилася в півфіналі американській, але на тій Олімпіаді матч за третє місце не проводився, і обидві пари, що зазнали поразки в півфіналах, отримали бронзові медалі.
Найвищу одиночну позицію світового рейтингу — 23 місце досяг 13 жовтня 1986, парну — 37 місце — 12 червня 1989 року.
Здобув 1 одиночний та 2 парні титули.
Найвищим досягненням на турнірах Великого шолома були чвертьфінали в одиночному та парному розрядах.

## Фінали за кар'єру

### Одиночний розряд: 2 (1–1)
| Результат | W/L | Дата     | Турнір          | Покриття  | Суперник       | Рахунок       |
| --------- | --- | -------- | --------------- | --------- | -------------- | ------------- |
| Поразка   | 1–0 | Лют 1986 | Торонто, Канада | Килим (i) | Йоакім Нюстром | 1–6, 4–6      |
| Перемога  | 1–1 | Сер 1988 | Рай-Брук, США   | Тверде    | Рамеш Крішнан  | 6–2, 7–6(7–4) |

## Виноски
1. 1 2  Association of Tennis Professionals website

| Тенісист | Це незавершена стаття про тенісиста чи тенісистку. Ви можете допомогти проєкту, виправивши або дописавши її. |